# Наґаміне Каорі
Наґаміне Каорі (яп. 長峯 かおり; нар. 3 червня 1968) — японська футболістка. Вона грала за збірну Японії.

## Клубна кар'єра
У 1981 році дебютувала в «Shinko Seiko FC Clair». В 1991 року вона перейшла до «Reggiana Refrattari Zambelli». У 1993 року підписала контракт з клубом «Судзуйо Сімідзу ФК Лавелі». Наприкінці сезону 1999 року вона завершила ігрову кар'єру.

## Виступи за збірну
Дебютувала у збірній Японії 22 жовтня 1984 року в поєдинку проти Австралії. У складі японської збірної учасниця жіночого чемпіонату світу 1991 та 1995 років. З 1984 по 1996 рік зіграла 64 матчі та відзначилася 48-а голами в національній збірній.

## Статистика виступів
| Збірна Японії | Збірна Японії | Збірна Японії |
| Рік           | Матчі         | Голи          |
| ------------- | ------------- | ------------- |
| 1984          | 1             | 0             |
| 1985          | 0             | 0             |
| 1986          | 13            | 12            |
| 1987          | 4             | 1             |
| 1988          | 3             | 1             |
| 1989          | 10            | 13            |
| 1990          | 6             | 7             |
| 1991          | 12            | 5             |
| 1992          | 0             | 0             |
| 1993          | 4             | 5             |
| 1994          | 5             | 2             |
| 1995          | 5             | 2             |
| 1996          | 1             | 0             |
| Загалом       | 64            | 48            |